# Van Winitsky
Van Winitsky (Delray Beach, 12 marzo 1959) è un ex tennista statunitense.

## Carriera
Dopo una carriera giovanile ricca di soddisfazioni, che lo vide vincere nel 1974 il titolo under 16 al prestigioso Orange Bowl, quindi nel 1977 il titolo juniores a Wimbledon e agli US Open, Winitsky ha poi vinto nel circuito maggiore 3 titoli in singolare e 9 titoli di doppio. Nei tornei del Grande Slam ha ottenuto il suo miglior risultato raggiungendo la finale di doppio agli US Open nel 1983, in coppia con il connazionale Fritz Buehning.

## Statistiche

### Singolare

#### Vittorie (3)
| Numero | Anno | Torneo                         | Superficie  | Avversario in finale | Punteggio     |
| 1.     | 1981 | Hong Kong Open, Hong Kong      | Cemento     | Mark Edmondson       | 6-4, 6-7, 6-4 |
| 2.     | 1982 | Guarujá Open, Guarujá          | Terra rossa | Carlos Kirmayr       | 6–3, 6–3      |
| 3.     | 1982 | WCT Spring Finals, Hilton Head | Terra rossa | Chris Lewis          | 6-4 6-4       |

### Doppio

#### Vittorie (9)
| Numero | Anno | Torneo                                | Superficie  | Compagno        | Avversari in finale            | Punteggio     |
| 1.     | 1978 | ATP Tulsa, Tulsa                      | Cemento     | Russell Simpson | Carlos Kirmayr Ricardo Ycaza   | 4–6, 7–6, 6–2 |
| 2.     | 1978 | ATP Volvo International, North Conway | Terra rossa | Robin Drysdale  | Mike Fishbach Bernard Mitton   | 4-6, 7-6, 6-3 |
| 3.     | 1978 | ATP Buenos Aires, Buenos Aires        | Terra rossa | Chris Lewis     | José Luis Clerc Belus Prajoux  | 6–4, 3–6, 6–0 |
| 4.     | 1981 | Washington Open, Washington           | Terra rossa | Raúl Ramírez    | Pavel Složil Ferdi Taygan      | 5-7, 7-6, 7-6 |
| 5.     | 1981 | ATP Cleveland, Cleveland              | Cemento     | Erik Van Dillen | Syd Ball Ross Case             | 6–4, 5–7, 7–5 |
| 6.     | 1981 | Tel Aviv Open, Tel Aviv               | Cemento     | Steve Meister   | John Feaver Steve Krulevitz    | 3–6, 6–3, 6–3 |
| 7.     | 1982 | Sovran Bank Classic, Washington       | Terra rossa | Raúl Ramírez    | Hans Gildemeister Andrés Gómez | 7-5, 7-6      |
| 8.     | 1982 | South Orange Open, South Orange       | Terra rossa | Raúl Ramírez    | Jai Di Louie Blaine Willenborg | 3–6, 6–4, 6–1 |
| 9.     | 1983 | Dallas Open, Dallas                   | Cemento     | Nduka Odizor    | Steve Denton Sherwood Stewart  | 6–3, 7–5      |